# Birr etíope
O birr ou, na sua forma aportuguesada, birre (plural em português de ambas as formas: birres), oficialmente birr ou birre etíope, é a moeda corrente oficial da Etiópia, cujo código ISO 4217 é ETB. Subdivide-se em cêntimos (santims).

## História
Birr é a moeda corrente da Etiópia, cuja tradução era thaller e de 1945 até 1976 foi dólar.
Mesmo com as diversas denominações, a moeda chama-se em etíope birr desde 1903 (1 birr = 16 ghersh), porém somente em 1931 a moeda foi decimalizada (1 birr = 100 metonnyas, também chamado matonas), mas atualmente a fração centesimal é chamada santim ou cêntimo.
Em 29 de julho de 2024, o Banco Nacional da Etiópia (NBE) relaxou as restrições ao valor do birr etíope para garantir um empréstimo de US$ 10,7 bilhões do Fundo Monetário Internacional (FMI) e do Banco Mundial. A NBE anunciou que o birr seria desvalorizado em 30% em relação ao dólar americano para promover um sistema de câmbio estrangeiro baseado no mercado em meio à crise câmbio estrangeiro do país. Muitos etíopes estavam preocupados que a política aumentaria o custo de vida e agravaria a inflação.
A partir de 1º de agosto, o governo ordenou o fechamento de dezenas de entidades comerciais que fizeram os preços de commodities básicas dispararem em Addis Ababa. De acordo com o Trade Bureau de Oromia, 19 empresas fecharam e 16 indivíduos foram detidos.